# Ścinawa Mała
Ścinawa Mała est une localité polonaise de la voïvodie d'Opole et du powiat de Nysa.

## Géographie

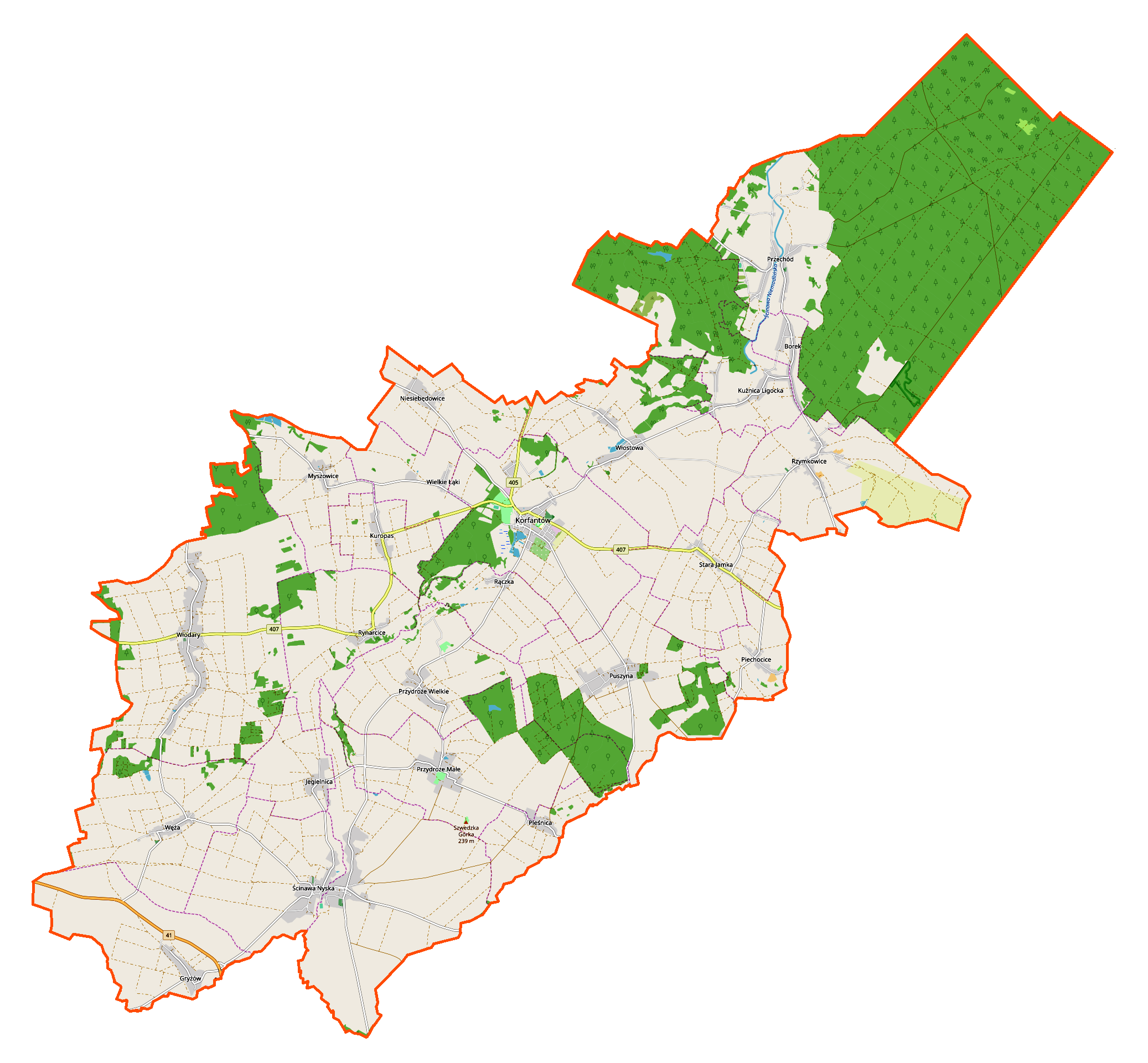
Carte de la gmina de Korfantów.

## Histoire
De 1743 à 1945, Steinau-en-Haute-Silésie fait partie de l'arrondissement de Neustadt-en-Haute-Silésie dans la district d'Oppeln au sein de la province de Silésie.